# Lunar: Silver Star Story Complete
Lunar: Silver Star Story Complete (ルナ~シルバースターストーリー, Lunar: Silver Star Story) est un jeu vidéo de rôle développé par Game Arts et édité par Kadokawa Shoten, sorti en 1996 sur Windows, Saturn, PlayStation et iOS.

## Accueil
- Electronic Gaming Monthly : 9/10[1]
- Game Informer : 7,75/10[2]
- GamePro : 2,5/5[3]
- GameSpot : 7,6/10[4]
- IGN : 7,5/10[5]
- PlayStation: The Official Magazine : 9/10[6]